# Kalce, Krško
Kalce este o localitate din comuna Krško, Slovenia, cu o populație de 32 de locuitori.